# Acolastus nanus
Acolastus nanus is een keversoort uit de familie bladkevers (Chrysomelidae). De wetenschappelijke naam van de soort werd in 1976 gepubliceerd door Lopatin.